# Клермонт (Північна Кароліна)
Клермонт (англ. Claremont) — місто (англ. city) в США, в окрузі Кетоба штату Північна Кароліна. Населення — 1692 особи (2020).

## Географія
Клермонт розташований за координатами 35°42′22″ пн. ш. 81°9′16″ зх. д. / 35.70611° пн. ш. 81.15444° зх. д. (35.706111, -81.154571).  За даними Бюро перепису населення США в 2010 році місто мало площу 7,06 км², з яких 7,05 км² — суходіл та 0,00 км² — водойми. В 2017 році площа становила 7,70 км², з яких 7,69 км² — суходіл та 0,00 км² — водойми.

## Демографія
Згідно з переписом 2010 року, у місті мешкали 1352 особи в 585 домогосподарствах у складі 390 родин. Густота населення становила 192 особи/км².  Було 646 помешкань (92/км²).
Расовий склад населення:
| - 93,2 % — білих - 1,8 % — чорних або афроамериканців - 1,2 % — азіатів - 0,1 % — корінних американців - 1,9 % — осіб інших рас |

До двох чи більше рас належало 1,8 %. Частка іспаномовних становила 3,6 % від усіх жителів.
За віковим діапазоном населення розподілялося таким чином: 22,2 % — особи молодші 18 років, 63,3 % — особи у віці 18—64 років, 14,5 % — особи у віці 65 років та старші. Медіана віку мешканця становила 40,2 року. На 100 осіб жіночої статі у місті припадало 95,7 чоловіків;  на 100 жінок у віці від 18 років та старших — 90,6 чоловіків також старших 18 років.
Середній дохід на одне домашнє господарство  становив 64 617 доларів США (медіана — 52 564), а середній дохід на одну сім'ю — 71 385 доларів (медіана — 63 281). Медіана доходів становила 49 671 долар для чоловіків та 31 917 доларів для жінок. За межею бідності перебувало 14,0 % осіб, у тому числі 27,6 % дітей у віці до 18 років та 3,0 % осіб у віці 65 років та старших.
Цивільне працевлаштоване населення становило 690 осіб. Основні галузі зайнятості: освіта, охорона здоров'я та соціальна допомога — 26,4 %, виробництво — 21,3 %, роздрібна торгівля — 12,5 %, науковці, спеціалісти, менеджери — 8,7 %.